# Macroglossinae (chauve-souris)
Pour les articles homonymes, voir Macroglossinae.
Sous-famille
Les Macroglossinae sont une sous-famille de chauves-souris créée par John Edward Gray en 1866. Elle est manifestement polyphylétique ou paraphylétique, la ressemblance entre toutes ces espèces n'est donc que le fruit d'une convergence évolutive.

## Liste des genres et espèces
Selon BioLib (1er juin 2024) :
- Eonycteris Dobson, 1873
  - Eonycteris major K. Andersen, 1910
  - Eonycteris robusta Miller, 1913
  - Eonycteris spelaea (Dobson, 1871)
- Macroglossus F. Cuvier, 1824 
  - Macroglossus minimus (E. Geoffroy, 1810)
  - Macroglossus sobrinus K. Andersen, 1911
- Megaloglossus Pagenstecher, 1885
  - Megaloglossus woermanni Pagenstecher, 1885 - Chauve-souris de Woermann
  - Megaloglossus azagnyi Nesi, Kadjo & Hassanin, 2012
- Melonycteris Dobson, 1877 
  - Melonycteris fardoulisi Flannery, 1993
  - Melonycteris melanops Dobson, 1877
  - Melonycteris woodfordi (Thomas, 1887)
- Notopteris Gray, 1859 
  -  Notopteris macdonaldi Gray, 1859
  -  Notopteris neocaledonicus Trouessart, 1908
- Syconycteris Matschie, 1899 
  - Syconycteris australis (Peters, 1867)
  - Syconycteris carolinae Rozendaal, 1984
  - Syconycteris hobbit Ziegler, 1982